# Joseph Larmor
Joseph Larmor Sír (Magheragall, County Antrim, 1857. július 11. – Holywood, County Down, 1942. május 19.) ír fizikus, matematikus.

## Életpálya
A Royal Belfast Academical Institution, Queen's University Belfastban valamint Cambridge-ben a St John's College-ben fizikát, Galwayben a Queen's College-ben matematikát tanult. 1885-től matematikát tanított Cambridge-ben, 1903-tól itt lett a matematika professzora.

## Kutatási területei
Tudományos munkássága során a villamos energia, a dinamika, a termodinamika és az elektron elméleti anyagát használta. Elméleti fizikus volt, aki meggyőződéssel hitt az éterben és Írország egységében. Megjósolta a tér időbeni tágulását. Nem értett egyet Albert Einsteinnel a távolság- és idődilatáció kérdésében. Elutasította a tér görbület és a s relativitáselmélet gondolatát. Elméletileg helyesen határozta meg a gyorsuló elektron sugárzási terét és az elektronok rezgésére vezette vissza a színképvonalak felhasadását külső mágneses térben.

## Írásai
Több publikációja, értekezése, könyve jelent meg, melyek közül a legfontosabb elméleti fizika könyve 1900-ban jelent meg, a Tér és az Anyag (Aether and Matter) címmel.

## Szakmai sikerek
Róla nevezték el a Larmor-precessziót (atomok, elektronok mágneses momentumának precessziója külső mágneses térben).